# Estación Schuman
Schuman es una estación de ferrocarril y del sistema del metro de Bruselas, en la ciudad de Bruselas. La estación de metro fue abierta en 1969 y da servicio al barrio europeo de Bruselas.

## Metro
La estación de metro Schuman fue inaugurada hacia 1969 como una estación de premetro. El metro reemplazó a los tranvías el 20 de septiembre de 1976. Ahora da servicio a las líneas del metro 1 y 5, anteriormente conocidas como 1A y 1B.

## Ferrocarril
La estación ferroviaria (llamada Bruxelles-Schuman/Brussel-Schuman) es una estación elevada, aunque su extremo nororiental es subterráneo, ya que entra en una colina. Su oficina de venta de billetes se encuentra inmediatamente junto a la estación del metro; al final de uno de los andenes de la estación, en el que se ubica una escalera que conduce a la Estación Maelbeek/Maalbeek. Los trenes que viajan entre la estación de Bruselas Sur y Namur y Luxemburgo paran en esta estación. El código establecido por la NMBS/SNCB es FBSM.
Además de trenes interurbanos, pasan por la estación las líneas de cercanías S-Trein S4, S5, S8 y S9.

## Renovación
La estación actualmente está sufriendo una remodelación, incrementando la capacidad de la estación mediante la adición de dos nuevas vías. Estas estarán conectadas a un túnel que llevará a la línea Josaphat-Schaarbeek, para que ofrezca conexiones rápidas y directas hacia Amberes, Lovaina y el Aeropuerto de Bruselas-Zaventem. Con esta tercera conexión, la estación se convertirá en una de las mayores de la capital belga y tendrá un nuevo techo de vidrio que permitirá la entrada de mayor luz natural a su interior.

## Área
Esta estación está en el centro del barrio europeo, siendo adyacente al edificio Berlaymont (sede de la Comisión Europea), el edificio Justus Lipsius (Consejo de la Unión Europea) y numerosas oficinas de la UE. La estación tiene este nombre debido a que se encuentra junto a la rotonda Schuman, que fue nombrada por Robert Schuman. La estación yace en la Rue de la Loi/Wetstraat, una de las arterias principales de la ciudad, y está cerca del Parque del Cincuentenario.